# العلاقات الإماراتية الإندونيسية
العلاقات الإماراتية الإندونيسية هي العلاقات الثنائية التي تجمع بين الإمارات العربية المتحدة وإندونيسيا.

## مقارنة بين البلدين
هذه مقارنة عامة ومرجعية للدولتين:
| وجه المقارنة                                              | الإمارات العربية المتحدة | إندونيسيا         |
| --------------------------------------------------------- | ------------------------ | ----------------- |
| المساحة (كم2)                                             | 83.60 ألف                | 1.90 مليون        |
| عدد السكان (نسمة)                                         | 9.40 مليون               | 263.99 مليون      |
| الكثافة السكانية (ن./كم²)                                 | 112.44                   | 138.94            |
| العاصمة                                                   | أبو ظبي                  | جاكرتا            |
| اللغة الرسمية                                             | اللغة العربية            | اللغة الإندونيسية |
| العملة                                                    | درهم إماراتي             | روبية إندونيسية   |
| الناتج المحلي الإجمالي (بليون دولار)                      | 382.58 مليار             | 1.02 تريليون      |
| الناتج المحلي الإجمالي (تعادل القوة الشرائية) بليون دولار | 640.72 مليار             | 2.85 تريليون      |
| الناتج المحلي الإجمالي الاسمي للفرد دولار أمريكي          | 40.44 ألف                | 3.35 ألف          |
| الناتج المحلي الإجمالي للفرد دولار أمريكي                 | 67.67 ألف                | 10.52 ألف         |
| مؤشر التنمية البشرية                                      | 0.835                    | 0.684             |
| رمز المكالمات الدولي                                      | +971                     | +62               |
| رمز الإنترنت                                              | .ae، .امارات             | .id               |
| المنطقة الزمنية                                           | ت ع م+04:00              |                   |

## مدن متوأمة
في ما يلي قائمة باتفاقيات التوأمة بين مدن إماراتية وإندونيسية:
- ترتبط أبو ظبي مع جاكرتا باتفاقية توأمة منذ 26 أكتوبر 2002.[15]

## منظمات دولية مشتركة
يشترك البلدان في عضوية مجموعة من المنظمات الدولية، منها:
| علم المنظمة | اسم المنظمة                               | تاريخ انضمام الإمارات العربية المتحدة | تاريخ انضمام إندونيسيا |
| ----------- | ----------------------------------------- | ------------------------------------- | ---------------------- |
|             | مؤسسة التنمية الدولية                     | 23 ديسمبر 1981                        | 20 أغسطس 1968          |
|             | يونسكو                                    | 20 أبريل 1972                         | 27 مايو 1950           |
|             | وكالة ضمان الاستثمار متعدد الأطراف        | 20 أكتوبر 1993                        | 12 أبريل 1988          |
|             | الأمم المتحدة                             | 9 ديسمبر 1971                         | 28 سبتمبر 1950         |
|             | الفريق المعني برصد الأرض                  | ?                                     | ?                      |
|             | الاتحاد البريدي العالمي                   | ?                                     | ?                      |
|             | البنك الدولي للإنشاء والتعمير             | 22 سبتمبر 1972                        | 13 أبريل 1967          |
|             | المنظمة الهيدروغرافية الدولية             | ?                                     | ?                      |
|             | منظمة التعاون الإسلامي                    | ?                                     | ?                      |
|             | منظمة حظر الأسلحة الكيميائية              | ?                                     | ?                      |
|             | الاتحاد الدولي للاتصالات                  | 27 يونيو 1972                         | 1949                   |
|             | مؤسسة التمويل الدولية                     | 30 سبتمبر 1977                        | 23 أبريل 1968          |
|             | المركز الدولي لتسوية المنازعات الاستشارية | 22 يناير 1982                         | 28 أكتوبر 1968         |
|             | منظمة التجارة العالمية                    | ?                                     | ?                      |
|             | منظمة الشرطة الجنائية الدولية             | ?                                     | 5 أكتوبر 1954          |

## وصلات خارجية
- موقع وزارة الخارجية الإماراتية
- موقع وزارة الخارجية الإندونيسية